# قضاء الحسينية (الأردن)
قضاء الحسينية قضاء يقع في لواء الحسينية، محافظة معان في الأردن. ينتمي القضاء للواء الحسينية الذي يضم قضاء واحد. يقدر عدد سكانه بـ 17323 نسمة حسب إحصاء 2015.

## الوصلات الخارجية
- دائرة الاحصاءات العامة